# Fritz Zwicky

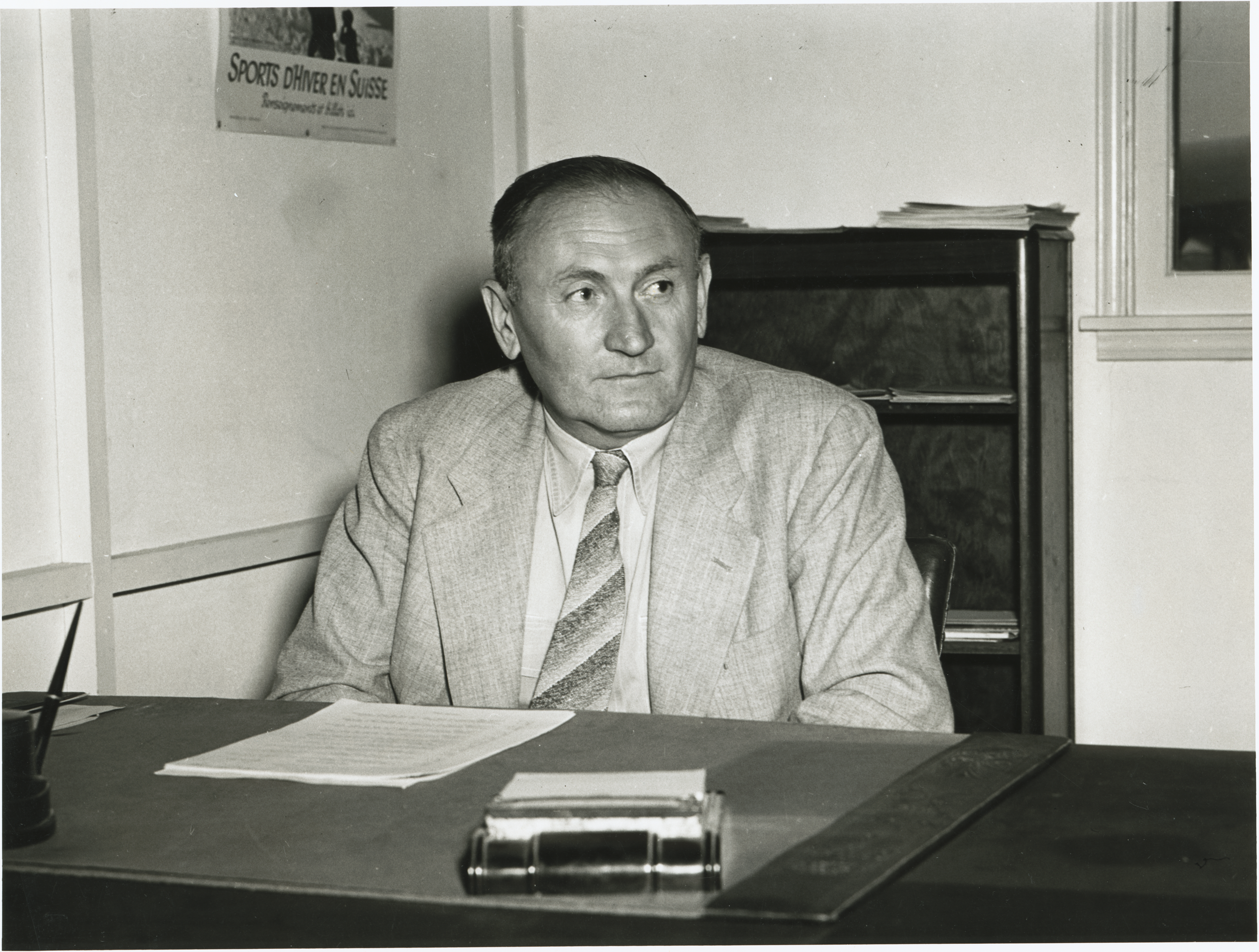
Fritz Zwicky (1947)

Fritz Zwicky (n. 14 februarie 1898 la Varna, Bulgaria; d. 8 februarie 1974 la Pasadena, California) a fost un astronom și fizician elvețian - american.

## Contribuții științifice
În anul 1933 introduce termenul de „materie întunecată” (în engleză dark matter, iar în germană dunkle Materie) pentru a explica anomalia observată de el în roiul din Coma Berenices: luând în considerare legile mecanicii cerești și calculând masa galaxiilor din acest roi (care se deplasează cu viteze extrem de mari), ar fi trebuit ca aceste galaxii „să se rupă din roi” și să „scape” în spațiul cosmic. Faptul că nu se întâmpla așa a fost interpretat de el ca demonstrând existența unei materii invizibile, pe lângă cea observată (deci „vizibilă”) și a cărei masă totală fusese calculată. Ideile lui aveau să mai aștepte însă aproape 40 de ani până când să înceapă să fie luate serios în considerație.